# Parankylopteryx speciosa
Parankylopteryx speciosa is een insect uit de familie van de gaasvliegen (Chrysopidae), die tot de orde netvleugeligen (Neuroptera) behoort. 
Parankylopteryx speciosa is voor het eerst wetenschappelijk beschreven door Navás in 1925.